# Klaus Solmecke
Klaus Dieter Solmecke (* 12. Mai 1942 in Gevelsberg) ist ein ehemaliger Bürgermeister der Stadt Gevelsberg (SPD).

## Leben
Zunächst arbeitete er als Maschinenschlosser und später als Technischer Zeichner. Nach dem Besuch der Ingenieurschule in Hagen absolvierte er das Ingenieur-Studium, um anschließend als Ingenieur tätig zu sein. Später folgten ein Lehramtsstudium und an der Universität Dortmund ein Diplom-Ingenieur-Studium der Fachrichtungen Maschinenbau und Chemietechnik, das er 1983 mit der Promotion abschloss. 
Klaus Solmecke unterrichtete schon in den 1970er Jahren an den Berufsbildenden Schulen Ennepetal, dort stieg er 1987 zum Studiendirektor, stellvertretender Leiter und im Jahre 1987 Leiter auf.
Von 1991 bis 1996 war er ehrenamtlicher, ab 1996 bis Oktober 2004 hauptamtlicher Bürgermeister von Gevelsberg. Er setzte sich für die innerstädtische Verkehrsgestaltung – Südumgehung und Heidestraße – und das Gevelsberger Krankenhaus sowie das Projekt Ennepebogen ein. Er förderte die Sanierung des Hallenbades und Umbau zum Schwimm in Gevelsberg. Insbesondere für die Städtepartnerschaften mit Vendôme in Frankreich, Sprottau in Polen und Butera auf Sizilien in Italien engagiert er sich. Für sein Engagement um die Städtepartnerschaft mit Sprottau erhielt Solmecke 2016 die Ehrenmedaille der Stadt Sprottau. Solmecke engagiert sich ferner für den Evangelischen Kirchenkreis Schwelm in den Partnerkirchenkreisen in West-Papua und als Vorstandsmitglied in der „Stiftung für Ausbildung in Papua“.
Sein Sohn ist der Rechtsanwalt Christian Solmecke.